# Mohamed Tawfik Naseem Pasha
Mohamed Tawfik Naseem Pasha (arabsky: محمد توفيق نسيم باشا) (30. června 1871 – 8. března 1938) byl egyptský politik tureckého původu. Od května 1920 do roku 1921 zastával funkci premiéra Egypta, do které byl v roce 1922 znovuzvolen na jeden rok. Jeho poslední funkční období trvalo mezi lety 1934 a 1936. Taktéž od listopadu 1919 do května 1920 zastával funkci ministra vnitra během vlády Yusuf Wahba Pasha a v roce 1924 zastával funkci ministra financí.
V prosinci 1920 byl britským králem Jiřím V. jmenován čestným rytířem velkokříže Řádu svatého Michaela a svatého Jiří (Order of St Michael and St George). 9. srpna 1901 se oženil s egyptskou princeznou Munirou (28. října 1884 – 18. listopadu 1944), vnučkou Isma'ila Paši (z otcovy strany) a pravnučkou Abbáse I. Egyptského (z matčiny strany), ale 12. března 1924 se rozvedl. Mezi jeho knihy patří například "Studenti, kteří chtějí uvést práva věřitelů", kterou napsal společně s Abdulem Azizem Mohamedem.

## Významné zásluhy
- Během svého působení ve funkci ministra nadací pracoval na zlepšení správy občanských nadací a dotací dvou svatých mešit a staral se o zachování starožitností a údržbu mešit a svatyní.
- Po svém jmenování ministrem vnitra pracoval na zachování veřejné bezpečnosti, upravil seznam vah se zlatými známkami, aby se zabránilo podvodům, a zasloužil se o ražbu niklových a chromových mincí.
- V roce 1934 vydal královský dekret, kterým zrušil ústavu Ismaila Sidqiho z roku 1930.
- Vyhláškou z 20. prosince 1934 zřídil ministerstvo obchodu a průmyslu.
- Založil civilní soud a šaría soud, dopravní soud a výstavbu okresního soudu Karmouz Sharia, která byla schválena v roce 1934 a stavba započala v roce 1935.